# Senan
|  | Per a altres significats, vegeu «Senan (Yonne)». |

Senan (abans conegut com a Senant, grafia oficial fins al 1983) és un municipi de la comarca de la Conca de Barberà, al límit amb la comarca de les Garrigues. La seva població segons dades del 2016 era de 51 habitants. Encara que geogràficament pertany a l'altiplà de la Segarra, amb la divisió comarcal de 1936 va quedar integrada a la de la Conca de Barberà.
Actualment a l'alcaldia hi és Carme Ferrer Cervelló que va substituir a Núria Alba Alegret.

## Etimologia
Segons Antoni Maria Alcover i Francesc de Borja Moll, el nom de Senan podria provenir del nom personal germànic Sisnand. És per això que empren la grafia Senant.

## Geografia
- Llista de topònims de Senan (Orografia: muntanyes, serres, collades, indrets..; hidrografia: rius, fonts...; edificis: cases, masies, esglésies, etc).

## Història

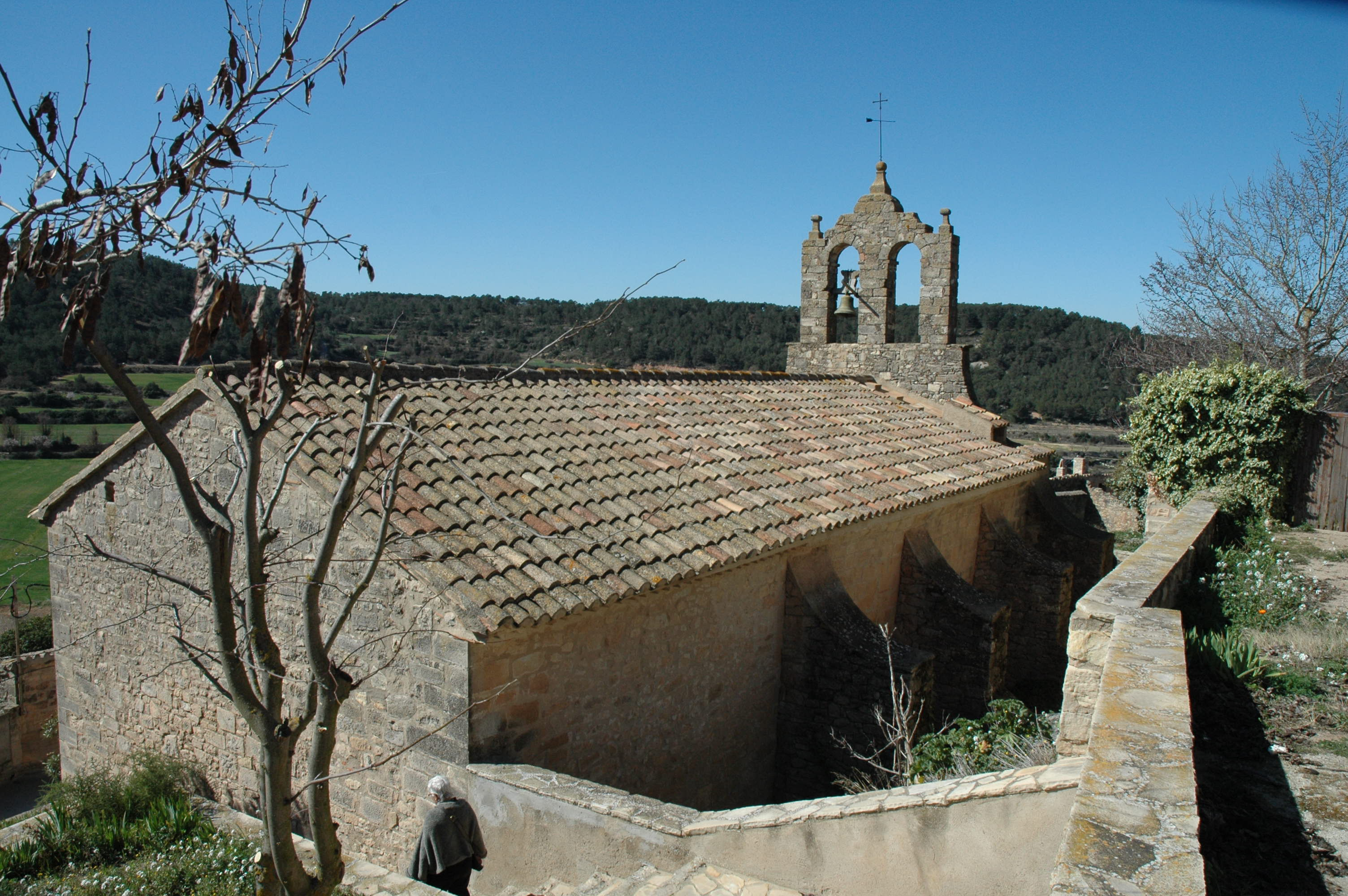
Senan, Conca de Barberà; parroquial de Santa Maria, 2008

Segons documents de l'any 1139, la població pertanyia al senyor Guerau de Granyena que el va cedir en 1167 al monestir de Montserrat. Els monjos van construir allà una església i es van encarregar de repoblar la zona a finals del segle xii. Tanmateix, Senan quedava molt lluny del monestir benedictí el que complicava la seva administració.
Per això, el 12 de novembre de 1264, l'abat Bertran va vendre el terreny a Arnau de Preixens, abat del monestir de Poblet. El domini de Poblet sobre el poble va finalitzar el 1811 després d'un decret emès per les Corts de Cadis. El 2008 va ser un dels nou membres fundadors de l'Associació de micropobles de Catalunya.

## Cultura
L'església parroquial de Santa Maria és d'estil romànic. Va ser construïda entre els segles XII-XIII gràcies a la influència de Montserrat. La portalada està formada per tornades en degradació. L'edifici ha sofert diverses restauracions al llarg dels segles.
La festa major de Senan se celebra els dies 15 i 16 d'agost.

## Economia
La principal activitat econòmica és l'agricultura de secà. Destaquen el cultiu d'ordi, oliveres i ametllers. Almenys durant els segles xviii i xix hi va haver un forn de vidre que va tenir relació amb el de la limítrofa Fulleda.

## Demografia
| 1497 f | 1515 f | 1553 f | 1717 | 1787 | 1857 | 1877 | 1887 | 1900 | 1910 |
| ------ | ------ | ------ | ---- | ---- | ---- | ---- | ---- | ---- | ---- |
| -      | -      | 4      | 35   | 175  | 289  | 291  | 318  | 279  | 274  |

| 1920 | 1930 | 1940 | 1950 | 1960 | 1970 | 1981 | 1990 | 1992 | 1994 |
| ---- | ---- | ---- | ---- | ---- | ---- | ---- | ---- | ---- | ---- |
| 248  | 247  | 203  | 171  | 118  | 51   | 35   | 28   | 25   | 25   |

| 1996 | 1998 | 2000 | 2002 | 2004 | 2006 | 2008 | 2010 | 2012 | 2014 |
| ---- | ---- | ---- | ---- | ---- | ---- | ---- | ---- | ---- | ---- |
| 36   | 31   | 31   | 33   | 33   | 46   | 59   | 56   | 61   | 53   |

| 2016 | 2018 | 2020 | 2022 | 2024 | 2026 | 2028 | 2030 | 2032 | 2034 |
| ---- | ---- | ---- | ---- | ---- | ---- | ---- | ---- | ---- | ---- |
| 51   | 47   | 44   | 44   | 46   | -    | -    | -    | -    | -    |

## Resultats electorals
| Candidatura | Candidatura         | Cap de llista      | Vots | Regidors | % vots |
| ----------- | ------------------- | ------------------ | ---- | -------- | ------ |
|             | Acord per Senan     | Núria Albà Alegret | 34   | 3        | 91,89% |
|             | Convergència i Unió |                    | 0    | -        | 0%     |
|             | Progrés Municipal   |                    | 0    | -        | 0%     |
|             | Partit Popular      |                    | 0    | -        | 0%     |
|             | En blanc            |                    | 1    |          | 2,7%   |
| Total       | Total               | 38                 | 38   | 3        |        |

| Candidatura | Candidatura   | Cap de llista          | Vots | Regidors | % vots |
| ----------- | ------------- | ---------------------- | ---- | -------- | ------ |
|             | CiU           | Artur Mas              | 13   |          | 38,23  |
|             | ERC           | Oriol Junqueras        | 8    |          | 23,52  |
|             | ICV-EUiA      | Joan Herrera           | 8    |          | 23,52  |
|             | CUP           | David Fernández        | 2    |          | 5,88   |
|             | PPC           | Alicia Sánchez-Camacho | 1    |          | 2,94   |
|             | C's           | Albert Rivera          | 1    |          | 2,94   |
|             | Vots en blanc |                        | 0    |          | 0      |
|             | Altres        |                        | 1    |          | 2,94   |
| Total       | Total         | 34                     | 34   |          | 73,91  |